# Championnat d'Espagne de rugby à XV de 2e division 2020-2021
Navigation
División de Honor B 2019-2020 División de Honor B 2021-2022
Le championnat d'Espagne de rugby à XV de 2e division 2020-2021, qui porte le nom de División de Honor B 2020-2021 est une compétition de rugby à XV qui oppose trente-six clubs espagnols. 

## Format de la compétition
Les clubs sont répartis en trois poules géographiques. Le groupe A correspond à la zone Nord : y jouent les équipes des Asturies, de Cantabrie, de Castille-et-Léon, de Galice, de Navarre, de La Rioja et du Pays basque. Le groupe B correspond à la zone Est : y jouent les équipes d'Aragon, des Baléares, de l'Est de Castille-La Manche, de Catalogne, de Murcie et de la Communauté valencienne. Le groupe C, appelé Centre-Sud, accueille les autres clubs de Castille-La Manche, mais aussi les clubs d'Andalousie, des Îles Canaries, d'Extrémadure et de Madrid. Le titre se dispute sous forme de phases finales, où le vainqueur est promu en División de Honor, tandis que le finaliste peut jouer un barrage contre l'avant dernier de División de Honor.
Du fait de la pandémie de Covid-19, le format de la compétition est modifié. 
- Lors du premier tour, chaque équipe se rencontrera une fois (6 équipes recevront 6 fois, 6 autres ne recevront que 5 fois).
- Les six meilleures équipes du premier tour se joueront entre elles dans une nouvelle phase de poule, les six autres tenteront d'éviter la relégation. Les résultats acquis lors du premier tour face aux concurrents de la poule de classement sont conservés.
- Le titre sera déterminé après une phase finale. Le vainqueur est promu, tandis que le vice-champion joue un barrage de promotion.
- En phase de relégation, le dernier est relégué, et l'avant dernier doit jouer un barrage. Néanmoins, cela est susceptible d'être modifié selon les promotions et relégations avec la première division, avec de conserver l'équilibre de 12 clubs par zone géographique.

## Participants
Les 12 équipes du groupe A de la División de Honor B sont :
| \| Belenos RC Ourense RC CR Ferrol La Única RT CR Sant Cugat CR La Vila Valencia RC L'Hospitalet Barcelone Fénix Zaragoza Akra Bárbara RC XV Babarians Calviá Madrid Ing. Industriales Las Rozas Rugby CR Majadahonda CAR Cáceres UR Almería CAR Sevilla CDR Mairena CR Málaga Marbella RC CRC Pozuelo Jaén Rugby \| Localisation des clubs engagés en División de Honor B. |
| Belenos RC Ourense RC CR Ferrol La Única RT CR Sant Cugat CR La Vila Valencia RC L'Hospitalet Barcelone Fénix Zaragoza Akra Bárbara RC XV Babarians Calviá Madrid Ing. Industriales Las Rozas Rugby CR Majadahonda CAR Cáceres UR Almería CAR Sevilla CDR Mairena CR Málaga Marbella RC CRC Pozuelo Jaén Rugby                                                              |

| Belenos RC Ourense RC CR Ferrol La Única RT CR Sant Cugat CR La Vila Valencia RC L'Hospitalet Barcelone Fénix Zaragoza Akra Bárbara RC XV Babarians Calviá Madrid Ing. Industriales Las Rozas Rugby CR Majadahonda CAR Cáceres UR Almería CAR Sevilla CDR Mairena CR Málaga Marbella RC CRC Pozuelo Jaén Rugby |

| \| Bera Bera Rugby Uribealdea RKE Eibar RT Gernika RT Hernani CRE Gaztedi RT Universitario Bilbao Zarautz RE \| Localisation des clubs engagés en División de Honor B. |
| Bera Bera Rugby Uribealdea RKE Eibar RT Gernika RT Hernani CRE Gaztedi RT Universitario Bilbao Zarautz RE                                                              |

| Bera Bera Rugby Uribealdea RKE Eibar RT Gernika RT Hernani CRE Gaztedi RT Universitario Bilbao Zarautz RE |

| Légende Groupe A Groupe B Groupe C |

| Équipe                               | Stade                         | Ville           |
| ------------------------------------ | ----------------------------- | --------------- |
| AVK Bera Bera R.T.                   | Kote Olaizaola                | San Sebastian   |
| Uribealdea RKE (eu)                  | Estadio Atxurizubi            | Mungia          |
| Eibar RT (es)                        | Unbe Polideportivo            | Eibar           |
| Pasek Belenos RC (es)                | Campo Juan Muro de Zaro       | Avilés          |
| Bizkaia Gernika RT                   | Urbieta Rugby Zelaia          | Guernica        |
| Hernani CRE (es)                     | Landare Toki                  | Hernani         |
| Campus Universitario Ourense RC (gl) | Estadio Universitario Ourense | Ourense         |
| Gaztedi RT (es)                      | Parque de Gamarra             | Vitoria-Gasteiz |
| CR Ferrol (es)                       | Pista de Atletismo A Malata   | Ferrol          |
| Valtecsa UBR (es)                    | Polideportivo El Fango        | Bilbao          |
| Gesalaga Okelan Zarautz KE (eu)      | Asti Txiki                    | Zarautz         |
| La Única RT (es)                     | Campo UPNA                    | Pampelune       |

| Équipe                 | Stade                                    | Ville                     |
| ---------------------- | ---------------------------------------- | ------------------------- |
| CR Sant Cugat (es)     | Camp Municipal d'Esports La Guinardera   | San Cugat del Vallés      |
| CR La Vila             | Campo de El Pantano                      | La Vila Joiosa            |
| CAU Valencia (es)      | Camp de Rugbi del Riu                    | Valence                   |
| RC Valencia (es)       | Poliesportiu Quatre Carreres             | Valence                   |
| RC L'Hospitalet (es)   | Campo de Rugby Feixa Llarga              | L'Hospitalet de Llobregat |
| CN Poble Nou (es)      | Complex Esportiu Municipal La Mar Bella  | Barcelone                 |
| BUC Barcelona (es)     | Camp Municipal de Rugby La Foixarda (en) | Barcelone                 |
| Fénix CR Zaragoza (an) | Campo de Rugby Pinares De Venecia        | Saragosse                 |
| Tatami RC              | Camp de Rugbi del Riu                    | Valence                   |
| Akra Bárbara RC        | Campo de La Universidad de Alicante      | Alicante                  |
| Gòtics RC (en)         | Camp Municipal de Rugby La Foixarda (en) | Barcelone                 |
| XV Babarians Calviá    | Campo de Rugby Son Caliu                 | Calviá                    |

| Équipe                              | Stade                               | Ville                |
| ----------------------------------- | ----------------------------------- | -------------------- |
| CR Liceo Francés                    | Campo Ramón Urtubi                  | Madrid               |
| CD Arquitectura (es)                | Campo Rugby Hortaleza               | Madrid               |
| AD Ing. Industriales Las Rozas (es) | Campo de Rugby El Cantizal          | Las Rozas de Madrid  |
| CR Majadahonda                      | Campo Rugby Valle Del Arcipreste    | Majadahonda          |
| CAR Cáceres (en)                    | Campo El Cartillo                   | Cáceres              |
| UR Almería (en)                     | Estadio Municipal Juan Rojas (en)   | Almería              |
| CAR Sevilla                         | Polideportivo de San Pablo          | Séville              |
| CD Rugby Mairena                    | Instalaciones Deportivas La Cartuja | Mairena del Aljarafe |
| CR Málaga                           | Bahia´s Park                        | Málaga               |
| Marbella RC                         | Bahia´s Park                        | Marbella             |
| Pozuelo Rugby Union                 | Campo de rugby Valle de las Cañas   | Pozuelo de Alarcón   |
| Jaén Rugby (es)                     | Campo de Las Lagunillas             | Jaén                 |

## Résumé des résultats

### Groupe A

#### Première phase
| Rang | Club         | J  | V  | N | D  | Pm  | Pe  | Diff | Pts |
| ---- | ------------ | -- | -- | - | -- | --- | --- | ---- | --- |
| 1    | Gernika      | 11 | 11 | 0 | 0  | 475 | 90  | +385 | 52  |
| 2    | Hernani (R)  | 11 | 10 | 0 | 1  | 488 | 117 | +371 | 47  |
| 3    | Belenos      | 11 | 8  | 0 | 3  | 294 | 266 | +28  | 37  |
| 4    | Gaztedi      | 11 | 8  | 0 | 3  | 286 | 254 | +32  | 34  |
| 5    | Bera Bera    | 11 | 7  | 0 | 4  | 309 | 214 | +95  | 34  |
| 6    | Ourense      | 11 | 5  | 0 | 6  | 317 | 210 | +107 | 26  |
| 7    | Valtecsa UBR | 11 | 5  | 0 | 6  | 196 | 318 | -122 | 25  |
| 8    | Eibar        | 11 | 3  | 0 | 8  | 302 | 449 | -147 | 16  |
| 9    | Ferrol (P)   | 11 | 3  | 0 | 8  | 181 | 321 | -140 | 15  |
| 10   | Zarautz      | 11 | 3  | 0 | 8  | 178 | 333 | -155 | 13  |
| 11   | Uribealdea   | 11 | 2  | 0 | 9  | 134 | 446 | -312 | 9   |
| 12   | La Única (P) | 11 | 1  | 0 | 10 | 123 | 365 | -242 | 7   |

|  | poule haute (no 1, no 2, no 3, no 4, no 5, no 6).    |
|  | poule basse (no 7, no 8, no 9, no 10, no 11, no 12). |
|  | R : relégué 2020, P : promu 2020.                    |

Attribution des points : victoire sur tapis vert : 5, victoire : 4, match nul : 2, défaite : 0, forfait : -2 ; plus les bonus (offensif : 4 essais marqués ; défensif : défaite par 7 points d'écart ou moins).
Règles de classement : ?

#### Deuxième phase - poule haute
| Rang | Club      | J  | V  | N | D | Pm  | Pe  | Diff | Pts |
| ---- | --------- | -- | -- | - | - | --- | --- | ---- | --- |
| 1    | Gernika   | 10 | 10 | 0 | 0 | 372 | 105 | +267 | 46  |
| 2    | Hernani   | 10 | 8  | 0 | 2 | 283 | 182 | +101 | 36  |
| 3    | Belenos   | 10 | 5  | 0 | 5 | 246 | 254 | -8   | 24  |
| 4    | Gaztedi   | 10 | 4  | 0 | 6 | 203 | 313 | -110 | 17  |
| 5    | Bera Bera | 10 | 2  | 0 | 8 | 189 | 302 | -113 | 11  |
| 6    | Ourense   | 10 | 1  | 0 | 9 | 219 | 356 | -137 | 6   |

|  | qualifié pour les phases finales (no 1, no 2).  |
|  | qualifié en tant que meilleur troisième (no 3). |

#### Deuxième phase - poule basse
| Rang | Club         | J  | V | N | D | Pm  | Pe  | Diff | Pts |
| ---- | ------------ | -- | - | - | - | --- | --- | ---- | --- |
| 1    | Valtecsa UBR | 10 | 6 | 0 | 4 | 249 | 147 | +102 | 31  |
| 2    | Zarautz      | 10 | 6 | 0 | 4 | 210 | 212 | -2   | 27  |
| 3    | Eibar        | 10 | 5 | 0 | 5 | 343 | 232 | +111 | 25  |
| 4    | Uribealdea   | 10 | 5 | 0 | 5 | 175 | 248 | -73  | 22  |
| 5    | La Única     | 10 | 4 | 0 | 6 | 153 | 267 | -114 | 19  |
| 6    | Ferrol       | 10 | 4 | 0 | 6 | 228 | 252 | -24  | 19  |

|  | relégué (no 5, no 6) |

Deux équipes sont reléguées à la suite de la double relégation de Getxo et l'Independiente Rugby Club depuis la première division.

### Groupe B

#### Première phase
| Rang | Club             | J  | V  | N | D  | Pm  | Pe  | Diff | Pts |
| ---- | ---------------- | -- | -- | - | -- | --- | --- | ---- | --- |
| 1    | La Vila          | 11 | 11 | 0 | 0  | 521 | 93  | +428 | 52  |
| 2    | CAU Valencia     | 11 | 10 | 0 | 1  | 487 | 123 | +364 | 48  |
| 3    | Zaragoza         | 11 | 9  | 0 | 2  | 370 | 135 | +235 | 44  |
| 4    | RC Valencia      | 11 | 6  | 0 | 5  | 239 | 288 | -49  | 27  |
| 5    | Sant Cugat       | 11 | 6  | 0 | 5  | 212 | 263 | -51  | 26  |
| 6    | L'Hospitalet     | 11 | 5  | 0 | 6  | 207 | 275 | -68  | 23  |
| 7    | Gotics (P)       | 11 | 5  | 0 | 6  | 194 | 266 | -72  | 23  |
| 8    | Calviá           | 11 | 4  | 0 | 7  | 227 | 243 | -16  | 21  |
| 9    | Akra Bárbara (P) | 11 | 4  | 0 | 7  | 189 | 331 | -142 | 19  |
| 10   | Poble Nou        | 11 | 3  | 0 | 8  | 215 | 351 | -136 | 14  |
| 11   | BUC Barcelona    | 11 | 2  | 0 | 9  | 142 | 417 | -275 | 10  |
| 12   | Tatami           | 11 | 1  | 0 | 10 | 165 | 383 | -218 | 5   |

|  | poule haute (no 1, no 2, no 3, no 4, no 5, no 6).    |
|  | poule basse (no 7, no 8, no 9, no 10, no 11, no 12). |
|  | R : relégué 2020, P : promu 2020.                    |

Attribution des points : victoire sur tapis vert : 5, victoire : 4, match nul : 2, défaite : 0, forfait : -2 ; plus les bonus (offensif : 4 essais marqués ; défensif : défaite par 7 points d'écart ou moins).
Règles de classement : ?

#### Deuxième phase - poule haute
| Rang | Club         | J  | V  | N | D | Pm  | Pe  | Diff | Pts |
| ---- | ------------ | -- | -- | - | - | --- | --- | ---- | --- |
| 1    | La Vila      | 10 | 10 | 0 | 0 | 494 | 133 | +361 | 46  |
| 2    | CAU Valencia | 10 | 8  | 0 | 2 | 424 | 158 | +266 | 39  |
| 3    | Zaragoza     | 10 | 6  | 0 | 4 | 254 | 191 | +63  | 29  |
| 4    | Sant Cugat   | 10 | 3  | 0 | 7 | 178 | 339 | -161 | 13  |
| 5    | RC Valencia  | 10 | 2  | 0 | 8 | 209 | 360 | -151 | 12  |
| 6    | L'Hospitalet | 10 | 1  | 0 | 9 | 98  | 476 | -378 | 5   |

|  | qualifié pour les phases finales (no 1, no 2).  |
|  | qualifié en tant que meilleur troisième (no 3). |

#### Deuxième phase - poule basse
| Rang | Club          | J  | V | N | D | Pm  | Pe  | Diff | Pts |
| ---- | ------------- | -- | - | - | - | --- | --- | ---- | --- |
| 1    | Calviá        | 10 | 6 | 2 | 2 | 269 | 202 | +67  | 32  |
| 2    | Gotics        | 10 | 6 | 1 | 3 | 210 | 197 | +13  | 29  |
| 3    | Akra Bárbara  | 10 | 5 | 0 | 5 | 223 | 200 | +23  | 23  |
| 4    | Poble Nou     | 10 | 4 | 0 | 6 | 265 | 257 | +8   | 20  |
| 5    | BUC Barcelona | 10 | 4 | 0 | 6 | 214 | 235 | -21  | 19  |
| 6    | Tatami        | 10 | 3 | 1 | 6 | 223 | 313 | -90  | 16  |

|  | barragiste (no 6). |

Aucune équipe n'est reléguée directement à la suite de la promotion du CR La Vila.

### Groupe C

#### Première phase
| Rang | Club            | J  | V  | N | D  | Pm  | Pe  | Diff | Pts |
| ---- | --------------- | -- | -- | - | -- | --- | --- | ---- | --- |
| 1    | Almeria         | 11 | 11 | 0 | 0  | 388 | 128 | +260 | 50  |
| 2    | Pozuelo         | 11 | 9  | 1 | 1  | 562 | 133 | +429 | 45  |
| 3    | Málaga          | 11 | 8  | 1 | 2  | 451 | 228 | +223 | 42  |
| 4    | Las Rozas       | 11 | 8  | 0 | 3  | 402 | 175 | +227 | 39  |
| 5    | Jaén            | 11 | 8  | 0 | 3  | 328 | 152 | +176 | 38  |
| 6    | Majadahonda (P) | 11 | 6  | 0 | 5  | 184 | 299 | -115 | 27  |
| 7    | Marbella        | 11 | 4  | 0 | 7  | 185 | 356 | -171 | 18  |
| 8    | Liceo Francés   | 11 | 4  | 0 | 7  | 193 | 317 | -124 | 17  |
| 9    | CAR Sevilla     | 11 | 3  | 0 | 8  | 232 | 267 | -35  | 16  |
| 10   | Arquitectura    | 11 | 2  | 0 | 9  | 120 | 312 | -192 | 11  |
| 11   | Cáceres         | 11 | 1  | 0 | 10 | 159 | 484 | -325 | 8   |
| 12   | Mairena (P)     | 11 | 1  | 0 | 10 | 123 | 479 | -356 | 6   |

|  | poule haute (no 1, no 2, no 3, no 4, no 5, no 6).    |
|  | poule basse (no 7, no 8, no 9, no 10, no 11, no 12). |
|  | R : relégué 2020, P : promu 2020.                    |

Attribution des points : victoire sur tapis vert : 5, victoire : 4, match nul : 2, défaite : 0, forfait : -2 ; plus les bonus (offensif : 4 essais marqués ; défensif : défaite par 7 points d'écart ou moins).
Règles de classement : ?

#### Deuxième phase - poule haute
| Rang | Club        | J  | V | N | D  | Pm  | Pe  | Diff | Pts |
| ---- | ----------- | -- | - | - | -- | --- | --- | ---- | --- |
| 1    | Pozuelo     | 10 | 8 | 1 | 1  | 400 | 186 | +214 | 38  |
| 2    | Almeria     | 10 | 8 | 0 | 2  | 255 | 171 | +84  | 35  |
| 3    | Las Rozas   | 10 | 5 | 0 | 5  | 293 | 251 | +42  | 23  |
| 4    | Málaga      | 10 | 4 | 1 | 5  | 289 | 246 | +43  | 23  |
| 5    | Jaén        | 10 | 4 | 0 | 6  | 203 | 228 | -25  | 20  |
| 6    | Majadahonda | 10 | 0 | 0 | 10 | 101 | 459 | -358 | 1   |

|  | qualifié pour les phases finales (no 1, no 2).  |
|  | qualifié en tant que meilleur troisième (no 3). |

#### Deuxième phase - poule basse
| Rang | Club          | J  | V | N | D | Pm  | Pe  | Diff | Pts |
| ---- | ------------- | -- | - | - | - | --- | --- | ---- | --- |
| 1    | Liceo Francés | 10 | 7 | 0 | 3 | 253 | 196 | +57  | 31  |
| 2    | CAR Sevilla   | 10 | 5 | 1 | 4 | 273 | 171 | +102 | 26  |
| 3    | Marbella      | 10 | 5 | 0 | 5 | 173 | 219 | -46  | 22  |
| 4    | Mairena       | 10 | 5 | 0 | 5 | 155 | 254 | -99  | 21  |
| 5    | Arquitectura  | 10 | 4 | 0 | 6 | 195 | 198 | -3   | 21  |
| 6    | Cáceres       | 10 | 3 | 1 | 6 | 224 | 235 | -11  | 20  |

|  | barragiste (no 5). |
|  | relégué (no 6).    |

### Phase finale
|  | Quarts de finale       | Quarts de finale       | Quarts de finale    | Quarts de finale    |                    |                    | Demi-finales | Demi-finales | Demi-finales | Demi-finales |  |  | Finale | Finale | Finale | Finale |
|  |                        |                        |                     |                     |                    |                    |              |              |              |              |  |  |        |        |        |        |
|  |                        |                        |                     |                     |                    |                    |              |              |              |              |  |  |        |        |        |        |
|  |                        |                        |                     |                     |                    |                    |              |              |              |              |  |  |        |        |        |        |
|  | CR La Vila             | CR La Vila             | 57                  | 57                  |                    |                    |              |              |              |              |  |  |        |        |        |        |
|  | CR La Vila             | CR La Vila             | 57                  | 57                  |                    |                    |              |              |              |              |  |  |        |        |        |        |
|  | Pasek Belenos RC (es)  | Pasek Belenos RC (es)  | 22                  | 22                  |                    |                    |              |              |              |              |  |  |        |        |        |        |
|  | Pasek Belenos RC (es)  | Pasek Belenos RC (es)  | 22                  | 22                  | CR La Vila         | CR La Vila         | 23           | 23           |              |              |  |  |        |        |        |        |
|  |                        |                        |                     |                     | CR La Vila         | CR La Vila         | 23           | 23           |              |              |  |  |        |        |        |        |
|  |                        |                        | Hernani CRE (es)    | Hernani CRE (es)    | 10                 | 10                 |              |              |              |              |  |  |        |        |        |        |
|  | CAU Valencia (es)      | CAU Valencia (es)      | Hernani CRE (es)    | Hernani CRE (es)    | 10                 | 10                 | 23           | 23           |              |              |  |  |        |        |        |        |
|  | CAU Valencia (es)      | CAU Valencia (es)      |                     |                     |                    |                    |              | 23           |              |              |  |  |        |        |        |        |
|  | Hernani CRE (es)       | Hernani CRE (es)       | 25                  | 25                  |                    |                    |              |              |              |              |  |  |        |        |        |        |
|  | Hernani CRE (es)       | Hernani CRE (es)       | 25                  | 25                  | CR La Vila         | CR La Vila         | 26           | 26           |              |              |  |  |        |        |        |        |
|  |                        |                        |                     |                     | CR La Vila         | CR La Vila         | 26           | 26           |              |              |  |  |        |        |        |        |
|  |                        |                        | Bizkaia Gernika RT  | Bizkaia Gernika RT  | 22                 | 22                 |              |              |              |              |  |  |        |        |        |        |
|  | Bizkaia Gernika RT     | Bizkaia Gernika RT     | Bizkaia Gernika RT  | Bizkaia Gernika RT  | 22                 | 22                 | 20           | 20           |              |              |  |  |        |        |        |        |
|  | Bizkaia Gernika RT     | Bizkaia Gernika RT     |                     |                     |                    |                    |              |              |              |              |  |  |        |        |        |        |
|  | Fénix CR Zaragoza (an) | Fénix CR Zaragoza (an) | 8                   | 8                   |                    |                    |              |              |              |              |  |  |        |        |        |        |
|  | Fénix CR Zaragoza (an) | Fénix CR Zaragoza (an) | 8                   | 8                   | Bizkaia Gernika RT | Bizkaia Gernika RT | 23           | 23           |              |              |  |  |        |        |        |        |
|  |                        |                        |                     |                     | Bizkaia Gernika RT | Bizkaia Gernika RT | 23           | 23           |              |              |  |  |        |        |        |        |
|  |                        |                        | Pozuelo Rugby Union | Pozuelo Rugby Union | 20                 | 20                 |              |              |              |              |  |  |        |        |        |        |
|  | Pozuelo Rugby Union    | Pozuelo Rugby Union    | Pozuelo Rugby Union | Pozuelo Rugby Union | 20                 | 20                 | 36           | 36           |              |              |  |  |        |        |        |        |
|  | Pozuelo Rugby Union    | Pozuelo Rugby Union    |                     |                     |                    |                    |              | 36           |              |              |  |  |        |        |        |        |
|  | UR Almería (en)        | UR Almería (en)        | 3                   | 3                   |                    |                    |              |              |              |              |  |  |        |        |        |        |
|  | UR Almería (en)        | UR Almería (en)        | 3                   | 3                   |                    |                    |              |              |              |              |  |  |        |        |        |        |
|  |                        |                        |                     |                     |                    |                    |              |              |              |              |  |  |        |        |        |        |

## Barrages

### Accession à la deuxième division

#### Groupe A
Seul le champion de Castille-et-Léon, le Palencia Rugby Club (es), est éligible pour être promu en deuxième division parmi les équipes pouvant prétendre au tournoi qualificatif. L'équipe est donc promue sans avoir à disputer de barrage.

#### Groupe B
Le CR Albacete (champion de Castille-La Manche) déclare forfait. Cela permet au CR San Roque (en), champion de la Communauté valencienne, d'être directement qualifié pour la finale. Il doit y affronter le RC Sitges (en). Le vainqueur de ce duel affrontera le Tatami RC. Mais une décision de la commission nationale de discipline sportive de la fédération accorde finalement la promotion aux deux équipes, et relègue le Tatami RC, sans qu'il y ait de barrage à disputer.

#### Groupe C
Le CR Alcalá, vice champion de la Communauté de Madrid, affronte au premier tour le CR Atlético Portuense (es). Le vainqueur est qualifié pour une finale contre le champion de Madrid, l'Olímpico de Pozuelo CR (es). Le vainqueur est promu, tandis que le perdant joue un barrage contre le CD Arquitectura.
|  | 1re tour                    | 1re tour                    | 1re tour                    | 1re tour                    |           |           | Finale | Finale | Finale | Finale |
|  |                             |                             |                             |                             |           |           |        |        |        |        |
|  |                             |                             |                             |                             |           |           |        |        |        |        |
|  | CR Atlético Portuense (es)  | CR Atlético Portuense (es)  | 23                          | 23                          |           |           |        |        |        |        |
|  | CR Atlético Portuense (es)  | CR Atlético Portuense (es)  | 23                          | 23                          |           |           |        |        |        |        |
|  | CR Alcalá                   | CR Alcalá                   | 26                          | 26                          |           |           |        |        |        |        |
|  | CR Alcalá                   | CR Alcalá                   | 26                          | 26                          | CR Alcalá | CR Alcalá | 40     | 40     |        |        |
|  |                             |                             |                             |                             | CR Alcalá | CR Alcalá | 40     | 40     |        |        |
|  |                             |                             | Olímpico de Pozuelo CR (es) | Olímpico de Pozuelo CR (es) | 14        | 14        |        |        |        |        |
|  |                             |                             |                             |                             | 14        | 14        |        |        |        |        |
|  |                             |                             |                             |                             |           |           |        |        |        |        |
|  |                             |                             |                             |                             |           |           |        |        |        |        |
|  | Barrage                     |                             |                             |                             |           |           |        |        |        |        |
|  |                             |                             |                             |                             |           |           |        |        |        |        |
|  |                             |                             |                             |                             |           |           |        |        |        |        |
|  | CD Arquitectura             | CD Arquitectura             | 55                          | 55                          |           |           |        |        |        |        |
|  | CD Arquitectura             | CD Arquitectura             | 55                          | 55                          |           |           |        |        |        |        |
|  | Olímpico de Pozuelo CR (es) | Olímpico de Pozuelo CR (es) | 3                           | 3                           |           |           |        |        |        |        |
|  | Olímpico de Pozuelo CR (es) | Olímpico de Pozuelo CR (es) | 3                           | 3                           |           |           |        |        |        |        |